# 燃料電池叉車

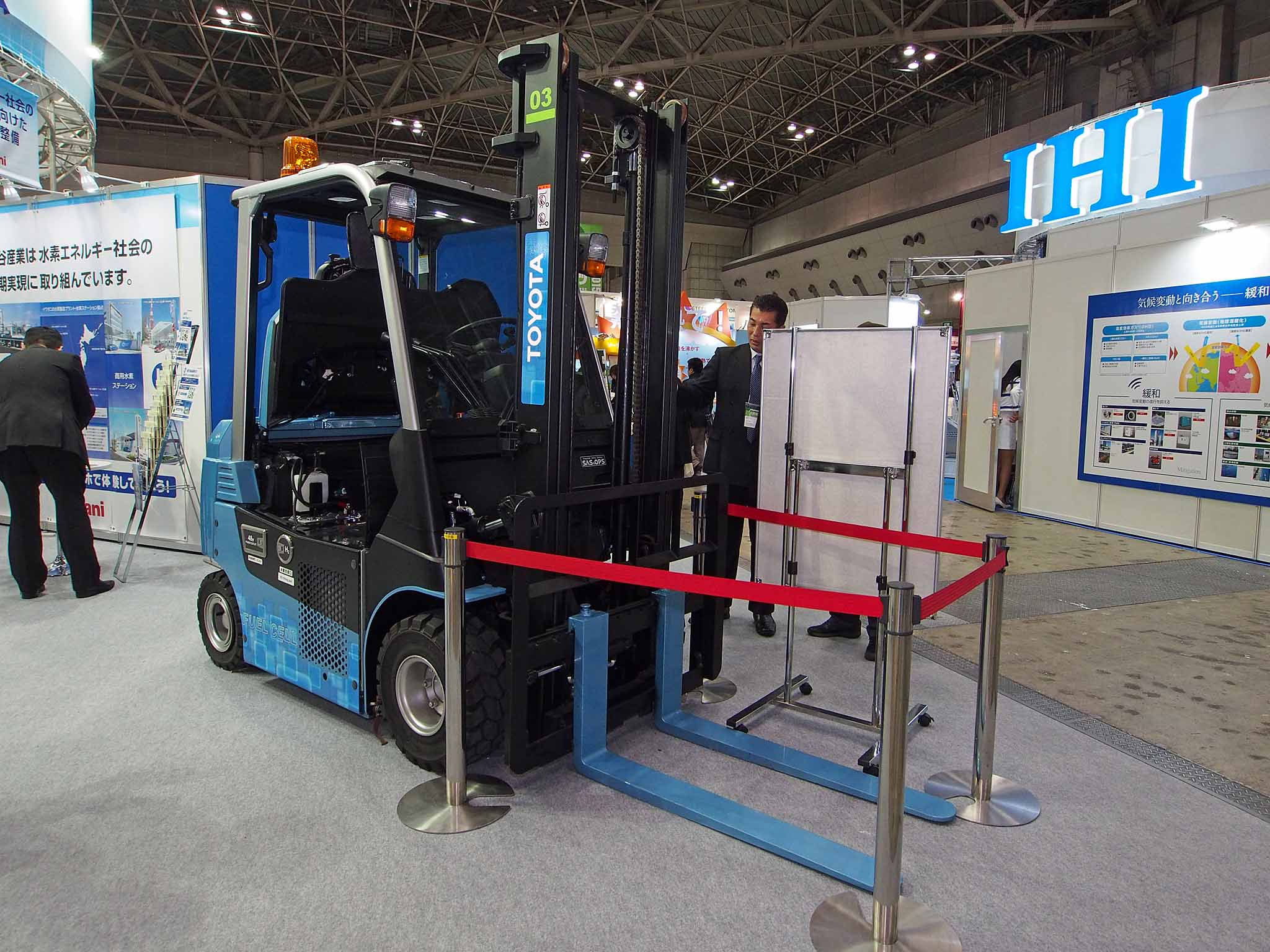
丰田L＆F燃料电池叉车在Eco-Products 2015上展出。

燃料電池叉車（英語：fuel cell forklift）是一种由燃料电池驱动的工业叉车，用于举升和运输物料。

## 歷史
- 1960年：Allis-Chalmers制造了第一台燃料电池叉车[1]
- 2018年11月：美國使用的氫燃料電池叉車超過20,000台[2]

## 應用
2013年，美国有超过4000台燃料电池叉车用于物料搬运。燃料电池叉车队目前由许多公司运营，包括Sysco，联邦快递货运和GENCO。
质子交换膜燃料电池驱动的叉车比石油驱动的叉车更具优势，因为它们不会产生局部排放。
燃料电池驱动的叉车比电池驱动的叉车具有更多的优势，因为它们可以在3分钟内加油，并且可以在冷藏库中使用，因为冷藏库的性能不会因低温而降低。燃料电池叉车单元通常被设计为即插即用的替代产品。

## 标准
- SAE J 2601/3 - SAE J 2601/3 - 气态氢动力工业卡车（叉车）的加油协议[note 1][7]